# 鹿児島県立笠沙高等学校
鹿児島県立笠沙高等学校（かごしまけんりつ かささこうとうがっこう）は、鹿児島県南さつま市大浦町にあった公立の高等学校。

## 設置学科
- 普通科

## 沿革
- 1948年（昭和23年） - 鹿児島県笠沙高等学校として設置される。
- 1952年（昭和27年） - 一部事務組合である笠沙町・大浦村・坊津町組合立となり、笠沙町・大浦村・坊津町組合立笠沙高等学校に改称。
- 1962年（昭和37年） - 鹿児島県に移管され、鹿児島県立笠沙高等学校に改称する。
- 2004年（平成16年） - 生徒の募集を停止する。
- 2006年（平成18年）3月31日 - 閉校。